# Un peu, beaucoup, aveuglément
Un peu, beaucoup, aveuglément (Um Encontro às Cegas (título em Portugal) ) é um filme francês do género comédia romântica, realizado e escrito por Clovis Cornillac. Estreou-se em França a 6 de maio de 2015, e em Portugal estreia a 11 de fevereiro de 2016. Ganhou o Prémio da Audiência no Festival de Cinema Francês CoLCoA (City of Lights, City of Angels) em Los Angeles, e o Prémio de Melhor Primeiro Filme no Festival de Cinema de Cabourg.

## Elenco
- Mélanie Bernier como Machine
- Clovis Cornillac como Machin
- Lilou Fogli como Charlotte
- Philippe Duquesne como Artus
- Grégoire Oestermann como Evguenie
- Oscar Copp como Dan
- Boris Terral como Italiano
- Manu Payet como Operador de caixa da Picard
- Arnaud Lechien como Paul
- Claude Evrard como Vizinho
- Sophie Le Tellier como Mãe de Juliette
- Jérôme Le Banner como Pai do miúdo no telemóvel
- Gérald Laroche como Júri 1

## Descrição
Ele é obcecado pela ordem e apenas se consegue concentrar no silêncio absoluto. 
Ela é uma rapariga tímida que se expressa através da música e que ensaia ininterruptamente para uma audição de um concurso musical. 
Um dia ela arrenda o apartamento ao lado do dele. 
Para tornar tudo mais complexo, entre os dois apartamentos existe uma parede com um grave problema de insonorização. Ele precisa do silêncio para trabalhar. Ela, por seu lado, não pode deixar de tocar. 
Entre os dois vizinhos instala-se uma guerra onde cada um quer impor os seus direitos. Mas sem se aperceberem – e mesmo sem nunca se terem chegado a ver –, os dois criam laços e começam a comunicar, cada um do seu lado da parede. 
Do confronto surge o entendimento… 
E assim nasce uma história de amor.

Uma comédia escrita e realizada pelo actor francês Clovis Cornillac,